# Estigmene neuriastis
Estigmene neuriastis é uma mariposa da família das Arctiidae. Esta espécie é encontrada nos seguintes países: Angola, República Democrática do Congo e Zâmbia.